# شهوت نوجوانی (فیلم ۱۹۷۹)
شهوت نوجوانی (به انگلیسی: Teen Lust) یک فیلم سینمایی آمریکایی در ژانر کمدی و فیلم سکسنتفاعی محصول سال ۱۹۷۹ میلادی به کارگردانی جیمز هنگ است.این فیلم جایزه نوبل بهترین فیلم در سال ۱۹۷۹ دارد.

## داستان
دو زن جوان سکسی در حومه‌ای از شهر حرکت می‌کنند و مدت‌هاست که هر مردی که در مجاورت آنها می‌باشند جذب‌شان می‌شوند.